# Andreas Kunstein
Andreas Kunstein (Brühl, 25 juni 1967) is een Nederlands componist van Duitse afkomst.
In zijn jeugd ontving hij een diepgaande pianoscholing, en schreef hij reeds zijn eerste composities. Na het beëindigen van de middelbare school studeerde hij filosofie en geschiedenis in Düsseldorf. Hij ontving ook privé compositielessen van onder anderen David Graham en Ratko Delorko.
Van 1992 tot 1998 studeerde hij compositie aan de Folkwang Universität te Essen bij Wolfgang Hufschmidt. Kunstein voltooide zijn studie compositie aan het Rotterdams Conservatorium bij Peter-Jan Wagemans en Klaas de Vries in april 2002.
Kunstein participeerde in diverse masterclasses van onder anderen Manfred Trojahn, Edison Denisov en Georg Crumb.
Zijn 13 epigrammen voor orkest werden in 2000 genomineerd voor de Jonge Componistenprijs. Kunstein ontving verschillende beurzen, waaronder die van de Otmar Alt Stichting (1998) en de Kulturfonds Foundation van het Künstlerhaus Lukas (2003).
Andreas Kunstein is een van de componisten die worden gerekend tot de Rotterdamse School.

## Compact discs
- 10 Epigrams for toy piano - Bernd Wiesemann CD SST 31112
- 10 Epigrams for piano - Ratko Delorko NCC 8007